# 97. Jäger-Division (Wehrmacht)
Die 97. Jäger-Division (97. JD) war ein Großverband des Heeres der deutschen Wehrmacht im Zweiten Weltkrieg.

## 97. leichte Infanterie-Division

### Aufstellung
Die Division wurde am 10. Dezember 1940 im Wehrkreis VII (München) zwischen Murnau und Rosenheim als 97. leichte Infanterie-Division aufgestellt und mit vorwiegend kampferfahrenen Soldaten aufgefüllt. Der Divisionsstab wurde in Bad Tölz stationiert, weshalb diese Stadt als Heimatort der Division gilt. Als Verbandszeichen wurde die von Major Weyrauther (IIa der Division) vorgeschlagene Spielhahnfeder bestimmt, worauf die spätere Bezeichnung Spielhahnjäger-Division zurückging.

### Verlegung in die Slowakei
Am 20. Mai 1941 wurde das Vorauspersonal der Division in die Slowakei verlegt, am 23. Mai folgte der restliche Verband. Die Truppen wurden in Pressburg entladen und bis zum 28. Mai nach Südpolen, in den Raum Łańcut-Rzeszów verlegt, wo umfangreiche Märsche und Kampfübungen durchgeführt wurden. Bis zum 22. Juni wurde die Division vollständig auf die Ostseite des Flusses San verlegt, wo sie ihre Bereitstellungsräume für das bevorstehende Unternehmen Barbarossa bezog, den Angriff auf die Sowjetunion.

### Unternehmen Barbarossa

#### Vormarschkämpfe
Bis zum Angriffsbeginn waren zumindest die einfachen Soldaten aus Geheimhaltungsgründen nicht auf einen Krieg gegen die Sowjetunion vorbereitet worden. Ihnen wurde gesagt, sie marschierten jetzt zum Kaukasus und dann weiter bis zu den irakischen Ölquellen – mit Zustimmung der sowjetischen Regierung. Erst bei beginnender Gegenwehr wurde ihnen der tatsächliche Sachverhalt klar.
Die Division drang im Rahmen der 17. Armee der Heeresgruppe Süd auf ukrainisches Territorium vor und besetzte als erstes Angriffsziel Magierów. Bei der anschließenden Verfolgung des geschlagenen Gegners durchbrach die Division die Riegelstellung von Zolkiew, stieß über Kulikow nach Südosten vor, durchstieß südlich von Latyczów die Stalin-Linie und beteiligte sich an der Kesselschlacht bei Uman. Ende August 1941 setzte die Division über den Fluss Dnepr über, errichtete einen Brückenkopf und stieß bis Anfang November über Krasnograd und Losowaja bis Artemowsk vor. Den folgenden Winter hindurch bis April 1942 lag die Division im Großraum Artemowsk und musste zahlreiche sowjetische Gegenangriffe abwehren. Mit Einsetzen der Frühjahresoffensive Mitte Mai setzte die Division über den Fluss Donez und beteiligte sich an der Vernichtung des sowjetischen Brückenkopfes bei Isjum, womit sie erheblich zur siegreichen Schlacht bei Charkow beitrug.

## 97. Jäger-Division

### Aufstellung durch Umbenennung
Am 6. Juli 1942 wurde die 97. leichte Infanterie-Division in 97. Jäger-Division umbenannt.

### Offensive 1942
Im Rahmen der Sommeroffensive 1942 überquerte die Division die Flüsse Don und Manytsch, besetzte Armawir, überschritt den Kuban.

### Maikop
Die Division eroberte die strategisch wichtigen Ölfelder von Maikop, ehe sie durch den Westkaukasus bis ins Pschisch-Tal vordrang und hier von starken sowjetischen Truppenverbänden zum Stehen gebracht wurde.

### Literarische Rezeption des Einsatzes im Kaukasus
Über die Kampfhandlungen dort verschaffte sich Ernst Jünger ein Bild und berichtet darüber in seinen Kaukasischen Aufzeichnungen.

### Verlegung  in den Raum Krasnodar
Anfang 1943 wurde die Division im Eiltempo in den Raum südöstlich von Krasnodar verlegt, um nach der Niederlage der 6. Armee bei der Schlacht von Stalingrad ein Abschneiden der deutschen Verbände im Kaukasus zu verhindern.

### Kuban-Brückenkopf
In den folgenden Monaten setzte sich die Division kämpfend zum Kuban-Brückenkopf ab und musste dort besonders bei Abinskaja, Krymskaja und Moldawanskoje schwere Abwehrkämpfe durchstehen. Nach dem Zurückweichen auf die Kleine Gotenstellung wurde die Division Anfang Oktober 1943 von der Taman-Halbinsel über die Straße von Kertsch auf die Krim übergesetzt. Mitte Oktober wurde die Division in den Schwerpunkt der Wotan-Stellung im Raum Melitopol verlegt und zog sich von dort aus kämpfend über Alexandrowka, Samolowski, Nikolajewka und Lopatki auf den Dnepr-Übergang im Raum Bolschaja-Lepaticha zurück, wo sie sich drei Monate lang gegen sämtliche Feindangriffe halten konnte. Nach dem Absetzen über den Dnepr hatte die Division durch die Einnahme von Bolschaja-Kostromka eine der Voraussetzungen für das Durchkämpfen der Gruppe Schörner aus dem Brückenkopf Nikopol geschaffen.

### Rückzug nach Moldawien und Rumänien
Die weitere Rückzugsroute führte über Moldawien nach Rumänien.

### Verlegung an die Weichsel
In Rumänien wurde die Division abgelöst und daraufhin erneut ostwärts der polnischen Stadt Kielce eingesetzt, um die Verteidigung der Weichsel-San-Linie zu verstärken.
Der Panzerjäger-Abteilung der Division wurden im August 1944 für eine Neuausrüstung vierzehn Jagdpanzer 38 zugeteilt.
Im September 1944 erfolgte die Verlegung in den Raum ostwärts von Kaschau, wo weitere schwere Abwehrkämpfe geführt wurden. Anfang 1945 kämpfte die Division im oberschlesischen Industriegebiet und bei Ratibor, ehe sie auf das Gebiet des Protektorats zurückwich und hier von der deutschen Gesamtkapitulation im Mai erfuhr.

### Auflösung
Die Division verweigerte jedoch eine Kapitulation und ein Niederlegen der Waffen und versuchte stattdessen, die US-amerikanischen Linien im Westen Böhmens zu erreichen. Grund dafür waren nicht nur tschechische Partisanen, die bereits sich ergebende deutsche Truppenteile massakriert hatten, sondern auch die Furcht vor der sowjetischen Gefangenschaft und Gerüchte, wonach es mit den Amerikanern zu einer gemeinsamen Fortsetzung des Krieges gegen die Sowjetunion kommen würde. Bei Deutsch Brod stieß die Division jedoch auf den von den sowjetischen Truppen errichteten Sperriegel Linz-Prag und löste sich in mehrere Marschkolonnen auf, die nun selbstständig versuchten, die US-Linien zu erreichen. Viele dieser Kolonnen gerieten jedoch in sowjetische Gefangenschaft oder gelten als vermisst, darunter auch jene mit dem Divisionskommandeur Generalmajor Robert Bader.

## Kommandeure (inkl. Vertretungen)
- Generalmajor Walter Weiß: Dezember 1940 bis Januar 1941
- Generalleutnant Sigismund von Förster: Januar bis April 1941
- Generalmajor Maximilian Fretter-Pico: April bis Dezember 1941
- Generalleutnant Ernst Rupp: Januar 1942 bis Mai 1943
- Generalmajor Albin Naske (i. V.) Mai 1943
- Generalleutnant Ludwig Müller: Juni bis Dezember 1943
- Generalleutnant Friedrich-Carl Rabe von Pappenheim: Dezember 1943 bis März 1945
- Oberst Julius Wölfinger (i. V.) Februar 1945 – März 1945
- Generalmajor Robert Bader: April 1945 bis Kriegsende

## Gliederung
- 97. Jäger-Division
  - Jäger-Regiment 207
  - Jäger-Regiment 204
  - Artillerie-Regiment 81
  - Aufklärungs-Abteilung 97 (zwischen 1. Juni 1942 und 1. April 1943 als Radfahr-Abteilung 97 bezeichnet)
  - Pionier-Bataillon 97
  - Panzerjäger-Abteilung 97
  - Nachschub-Abteilung 97
  - Verwaltungsdienste 97
  - Feldersatz-Bataillon 97 (ab 1. September 1943 als Feldersatz-Bataillon 81 bezeichnet)
  - Infanterie-Divisions-Nachrichten-Abteilung 97
  - Sanitätsdienste 97
  - Veterinärkompanie 97

## Auszeichnungen

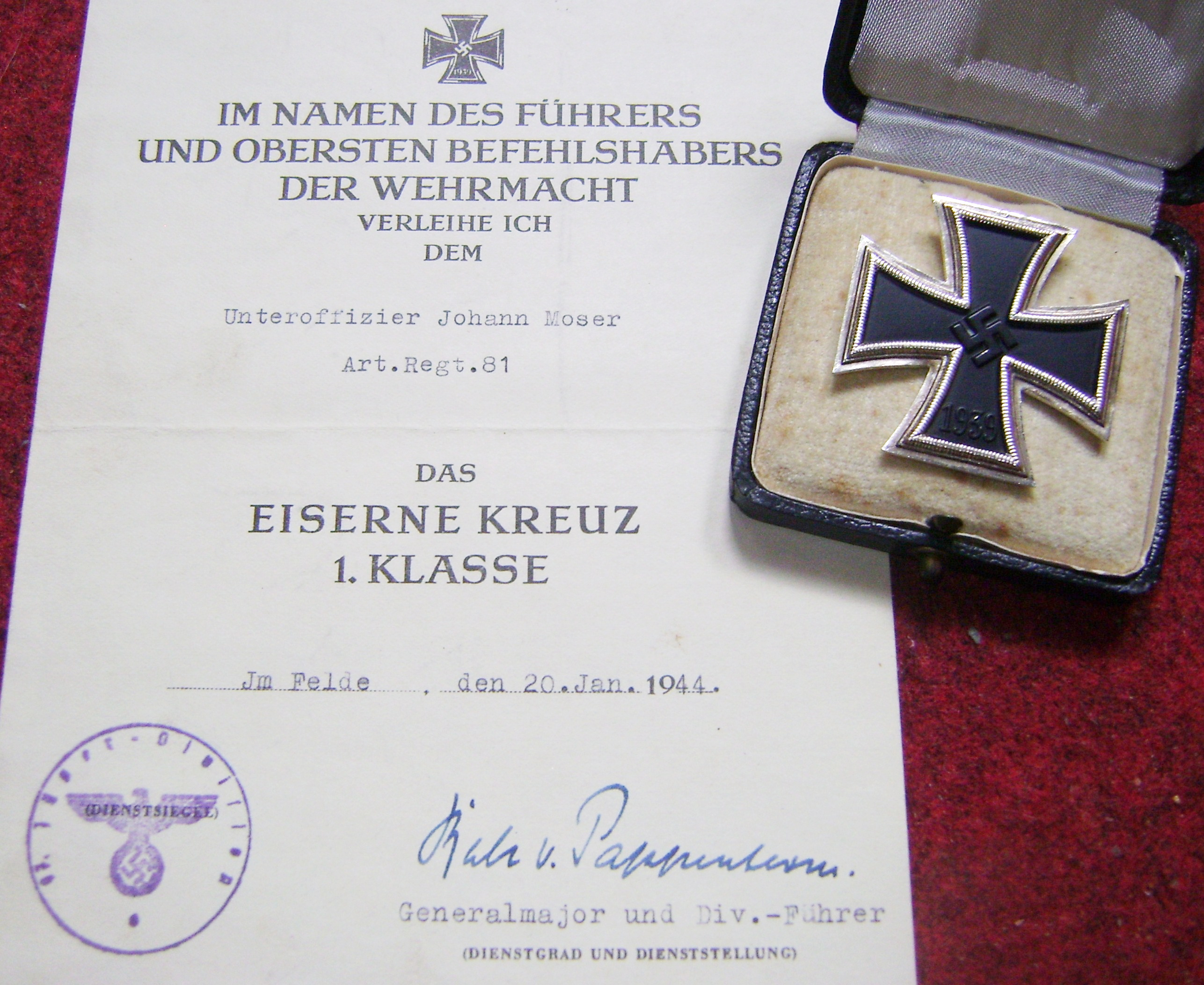
EK I mit Verleihungsurkunde eines Soldaten des 81. Artillerie-Regiments der Division, verliehen am 20. Januar 1944 von Divisionskommandeur Friedrich-Carl Rabe von Pappenheim

Die 97. Jäger-Division zählte zu den meistausgezeichneten Truppenverbänden der Wehrmacht. Bis 15. November 1944 wurden allein 12.158 Eiserne Kreuze (davon 1468 der I. Klasse) an Soldaten dieser Division verliehen, damit liegt die Anzahl von Verleihungen mehr als 70 % über dem Heeresdurchschnitt anderer Divisionen.
34 Soldaten der Division waren Ritterkreuzträger, acht davon erhielten zusätzlich noch das Eichenlaub zum Ritterkreuz. Bis 10. Dezember 1943 wurden zudem 68 Deutsche Kreuze verliehen.
Für die rund 10.000 gefallenen Soldaten der Division wurde auf dem Studentenbühl bei Bad Tölz ein Ehrenmal errichtet.

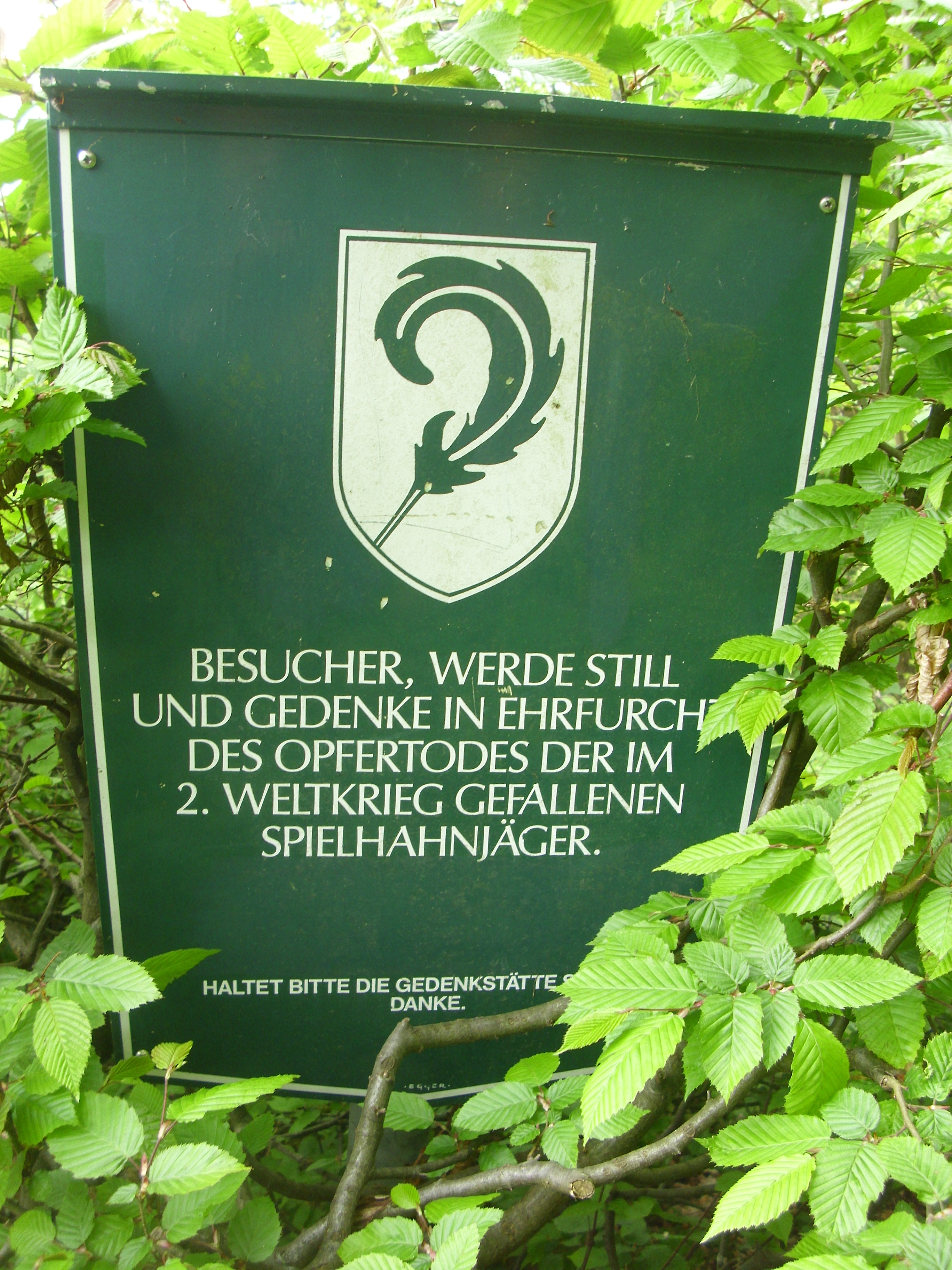
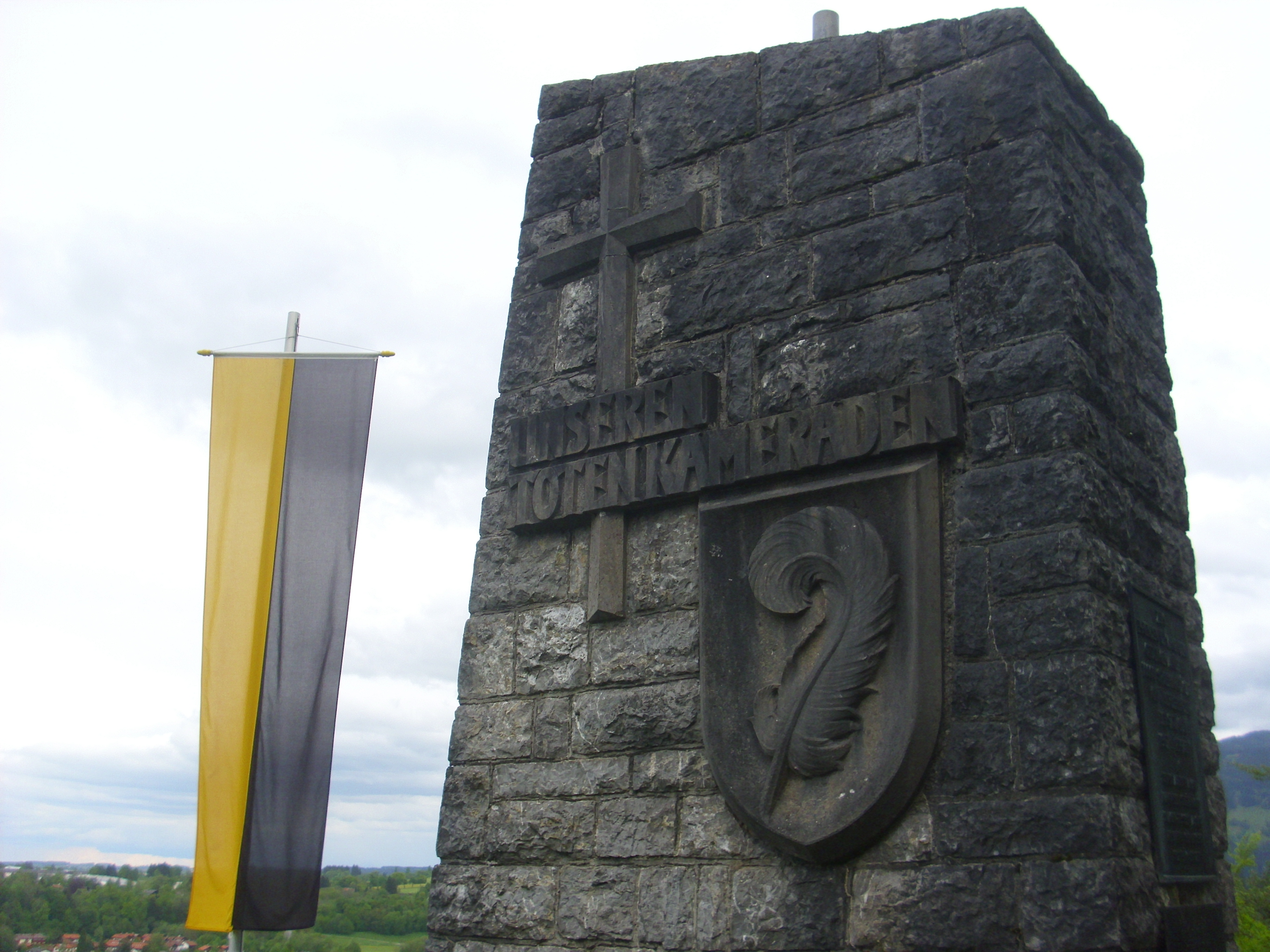
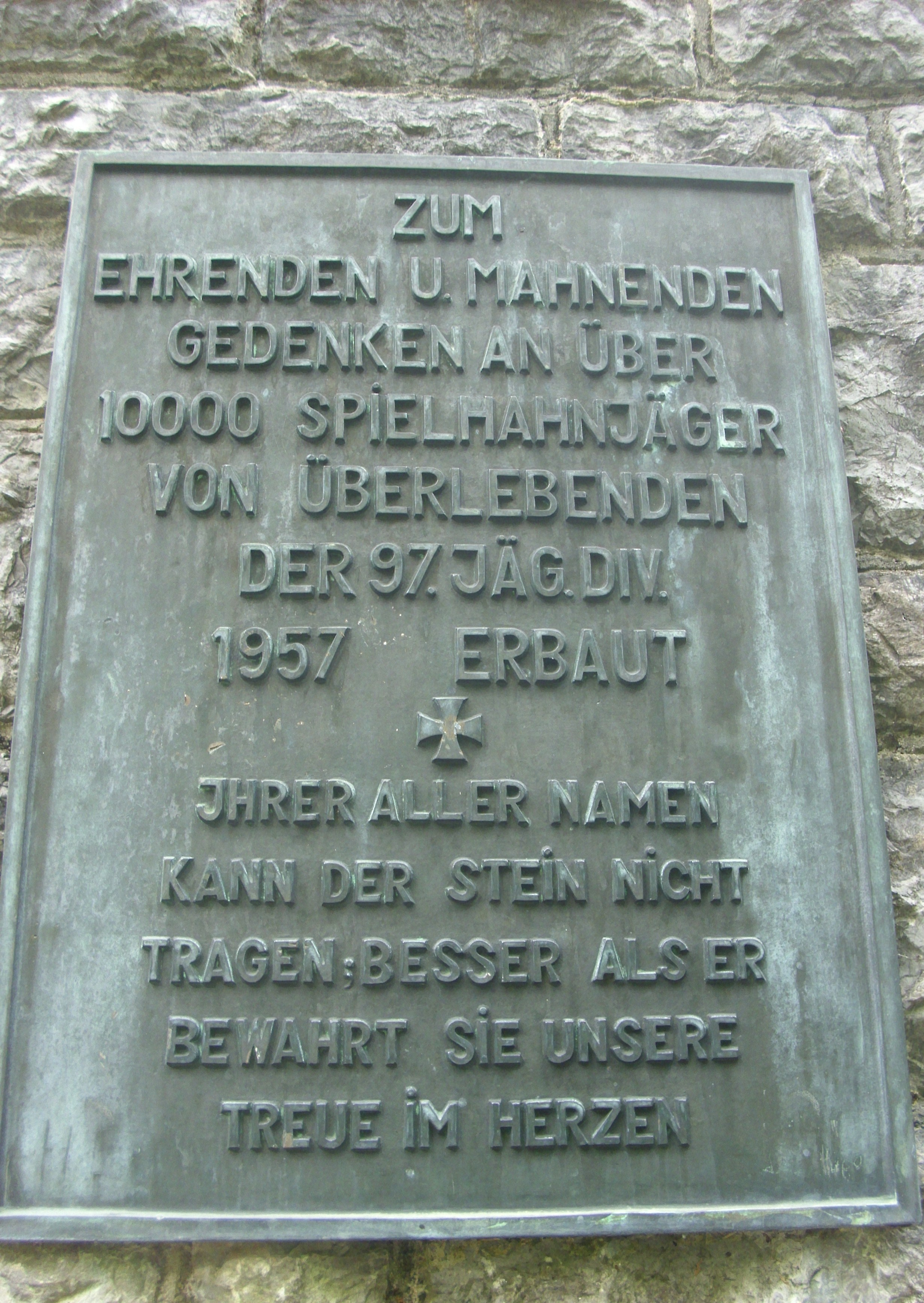
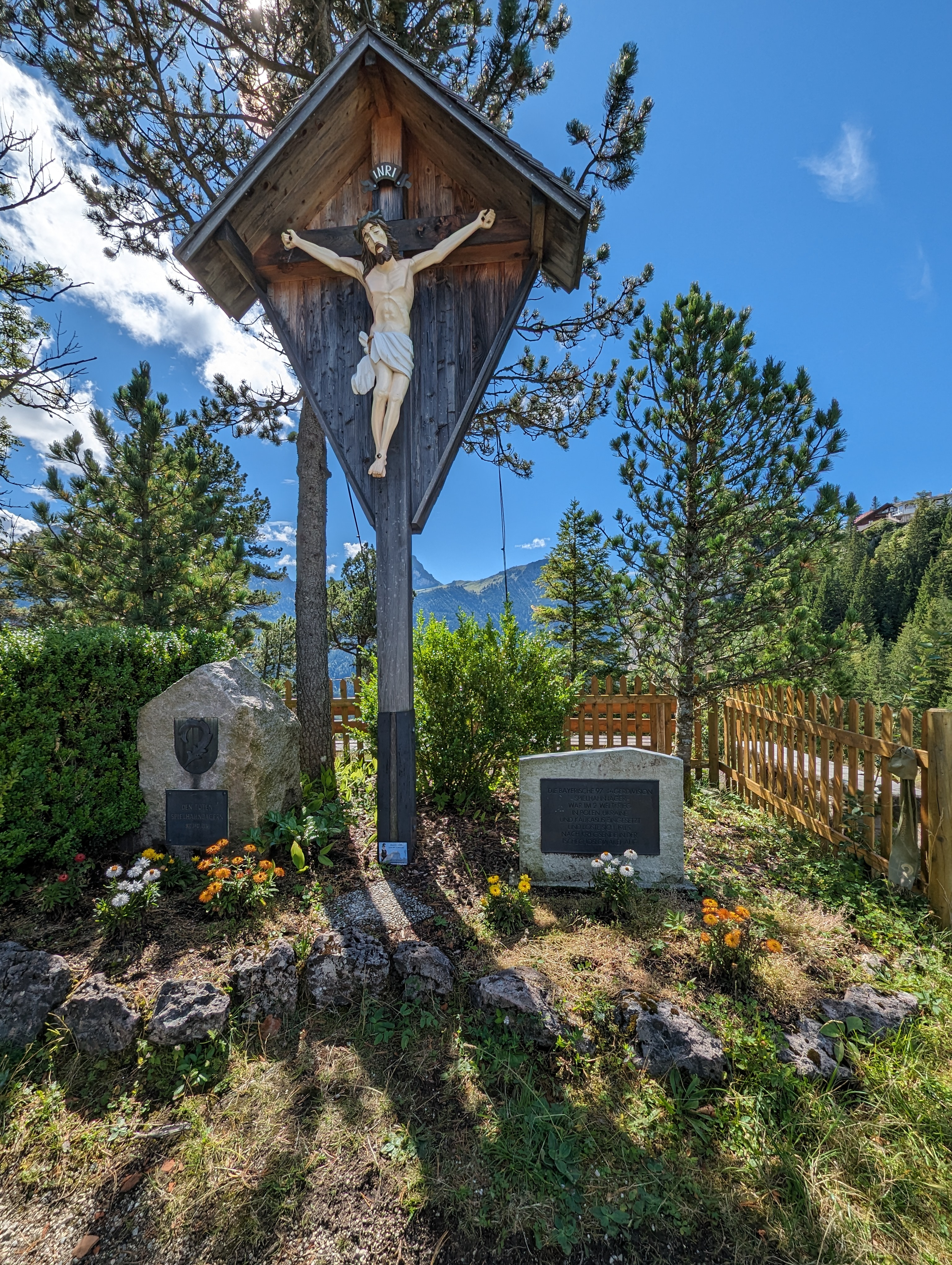
Gedenkstätte in Pfronten auf dem Falkenstein